# Abraxas austerior
Abraxas austerior är en fjärilsart som beskrevs av Eugen Wehrli 1939. Abraxas austerior ingår i släktet Abraxas och familjen mätare. Inga underarter finns listade i Catalogue of Life.